# Tx3
Tx3 – oznaczenie serii parowozów wąskotorowych PKP, stosowane po II wojnie światowej, oznaczające tendrzaki o układzie osi D (cztery osie wiązane, brak osi tocznych) i mocy 81–100 KM (po 1961 roku).
Opis oznaczenia:
- T – tendrzak[1]
- x – cztery osie wiązane (do 1960 roku: cztery osie, przy tym brak dalszych liter oznaczał, że wszystkie są wiązane)
- 3 – zakres mocy lokomotywy – po 1961 roku oznaczała moc między 81 a 100 KM[2] (przed tą datą oznaczała wyższy zakres mocy).

Oznaczenie serii Tx3 nosiły m.in. lokomotywy:
- do 1960 roku:
  - Tx3-422 do 426 typu W1A Pińczów, prod. Fablok (późniejsze Tx26-422 i 423[3]
  - Tx3-427 typu W2A, prod. Fablok (późniejsza Tx26-427)[4]
  - Tx3-1271, 1273–1275, 1277 typu W4A Wisła, prod. Fablok (późniejsze Tx28)[5]
  - Tx3-1272 typu Kujawy, prod. WSABP (późniejszy Tx28-1272)[6]